# جيم (عسكري)
جيم (بالإنجليزية: Jim)‏ هو عسكري أمريكي، ولد في 1850 في إقليم أريزونا ‏ في الولايات المتحدة، وتوفي بنفس المكان في 1897.